# Альберт, Эдуард
Эдуард Альберт (нем. Eduard Albert; 1841 - 1900) — известный чешский хирург и публицист.

## Биография
Эдуард Альберт родился 20 января 1841 года в Жамберке в Богемии родился в семье часовщика Франтишека Альберта и Катержины Альбертовой, урожденной Здобницкой.
Среди его братьев и сестер также прославились Франтишек Альберт (1856–1923), врач и писатель, Тереза Сватова (1858–1940), писательница, и Катержина Томова (1861–1952), выдающийся представитель любительского театра Жамберка и основательница музея Жамберка. В семье вместе с ними вырос и их сводный брат Вацлав Ф. Кумпошт (1846–1874), который впоследствии стал студентом-медиком и основателем журнала Vesmír . Первым директором больницы имени Бати (была основана в 1927 году и быстро превратилась в одну из самых современных чехословацких больниц. Оригинальная архитектурная конструкция была разработана Франтишеком Лиди Гахура) в Злине был Богуслав Альберт, племянник Эдуарда.
Учился медицине в Венском университете, где успешно окончил курс в 1867 и назначен был в 1873 профессором хирургической клиники в Инсбруке, а в 1881 профессором хирургии в городе Вене.
Его главнейшие труды относятся к хирургической диагностике, к оперативной хирургии и к механике человеческих суставов. Он написал «Beiträge zur Geschichte der Chirurgie» (Вена, 1878), «Lehrbuch der Chirurgie» (3 издание, тома 1—4, Вена, 1884—85), «Diagnostik der chirurg. Krankheiten in 20 Vorlesungen» (3 изд., Вена, 1885).
У него была собственная клиника, которая приносила ему значительный доход. Его пациентами были люди из всех слоев общества и из разных стран. Среди них были члены семьи графа Тааффе, эрцгерцогов Альбрехта и Франца Фердинанда , Ф. Л. Ригера, Карела Крамаржа и многих других важных личностей, а также пациентом был император Франц Иосиф I.
В 1889 году он купил большой участок земли в Жамберке, с которого открывался прекрасный вид на окрестные горы. Он построил здесь виллу, куда приглашал гостей, являвшихся видными деятелями культурной и политической жизни того времени. Его друзьями были Томаш Гарриг Масарик, Ярослав Врхлицкий, Карел Клостерманн, Франтишек Ладислав Ригер , Алоиз Йирасек, Адольф Гейдук и другие.
Эдуард Альберт скончался от инсульта в родном городе в 1900 году. В 1901 году сын Георг перевез останки в Вену на Центральное кладбище и установил на могиле памятник отцу.

## Личная жизнь
В 1868 году он тайно женился на Марии Петшовой, дочери врача из Кралики. У него и его жены было двое детей:
- дочь Ольга (умерла в возрасте 2,5 лет от менингита)
- сын - ученый и писатель Георг Альберт (1869–1943).